# SKY配列
SKY配列（すかいはいれつ）とは、コンピュータへの日本語入力を行うための、ローマ字入力用キー配列のひとつ。
白鳥嘉勇、小橋史彦らによって1987年に発表された(白鳥 & 小橋 1987)。
左手のホームポジション周辺には S K Y のキーが並んでいる。開発者によると、SKYとは「Simplified Keyboard for You」の略である。

## 特徴
- 30個のキーのみを使って、かな文字列と句読点を入力できる。
- シフトや同時打鍵を使わないので実装が簡単である。（インプットメソッドのローマ字カスタマイズを使って、SKY配列を実装することができる場合がある。）
- 省打鍵キーがある。またそのため、左右の手を交互に使う割合が高い。
- ひとつの指の連続使用や上下動が少なく、しかも左右の手を交互に使って入力できる割合が高いため、時間あたりにより多くのキーを打鍵できる。

## 配列表
初出時の論文(白鳥 & 小橋 1987)で掲載されたSKYの基本的な配列を以下に示す。
| 、 | W | R | M | H | UU | AI | OU | 。 | EI |
| N  | T | S | K | Y | U  | A  | O  | I  | E  |
| P  | D | Z | G | B | UN | AN | ON | IN | EN |

表を見れば分かる通り、左手が子音を、右手が母音等を担当する。これにより、ほぼ左右交互打鍵が可能となる。
なお、「ワープロ徹底操縦法」(木村 1991)では以下のような配列として紹介されている。捨て字用の「X」（すなわち[X][A]のストロークで「ぁ」となる）、ヴァ行用の「V」、ファ行用の「F」、長音符、中点（・）が加わっている。
| 1  | 2 | 3 | 4 | 5 | 6  | 7  | 8  | 9  | 0  | -  | X | V |
| 、 | W | R | M | H | UU | AI | OU | 。 | EI | F  | } |   |
| N  | T | S | K | Y | U  | A  | O  | I  | E  | ー | { |   |
| P  | D | Z | G | B | UN | AN | ON | IN | EN | ・ |   |   |

初出時の論文(白鳥 & 小橋 1987)で1の配列が「基本配列」と記されていることを考えると2の配列が本来のものであるという可能性もあるが、論文中では2の配列は掲載されておらず、出所も不明である。

## SKY配列での入力例
例えば、「あいのあるうつくしいぶんしょう」は [AI] [N] [O] [A] [R] [U] [U] [T] [U] [K] [U] [S] [I] [I] [B] [UN] [S] [Y] [OU] と入力する。
通常のローマ字入力では22～23打鍵であるのに対し、SKYでは19打鍵と、幾分少なくなる。

## SKYの拡張配列
SKYは原形のままでも、日本語文のほとんどを快適に入力できる。しかし、「ヴ」や長音符、捨て仮名（小書き文字）を入力出来ず、未完成であるといえる。
そこで、その欠点を補うべくさまざまな拡張配列が生み出された。
- 木村泉の著書『ワープロ徹底操縦法』で紹介された拡張配列（出典不明）および、私家版配列
- SKY!
- SKY+
- SKY++
- SKY♯
- SKYu - ウェイバックマシン（2006年5月3日アーカイブ分）[リンク切れ]
- 宙配列[リンク切れ]